# Bernard Stuart
Bernard Stuart, né Alexander Stuart le 31 mars 1706 à la ferme Wester Bogs d'Enzie dans le Banffshire en Écosse et mort le 22 septembre 1755 à Ferrare en Italie, est un bénédictin écossais qui est architecte à Salzbourg, mathématicien et abbé de l'abbaye des Écossais d'Erfurt.

## Biographie
Il descend d'une famille de la noblesse écossaise du Perthshire, fils de John Stuart, seigneur de Bogs, et d'Anna Gordon. Il est d'abord éduqué au Collège Scalan (de), puis auprès de son oncle Maurus Stuart à partir de 1718 au séminaire de Saint-Jacques-des-Écossais de Ratisbonne. En 1725, il y prononce ses premiers vœux de bénédictin et devient profès en 1726, prenant le nom de Bernard. Ensuite il étudie la philosophie et la théologie et est ordonné prêtre en 1730. Il devient chapelain de l'abbaye des bénédictines de Nonnberg à Salzbourg. Là-bas, il commence à s'intéresser aux sciences et à l'horlogerie, comme beaucoup de ses confrères bénédictins de l'époque,. Ainsi il construit entre autres en 1731 un mécanisme d'horlogerie dans une horloge de Boulle appartenant à l'archevêque Leopold Anton von Firmian (de) qui se trouve depuis 1902 au Kunsthistorisches Museum de Vienne,. À partir de 1735, il fabrique aussi plusieurs instruments astronomiques.
De 1730 à 1739, il poursuit une carrière brillante en Europe. En tant qu'architecture, physicien et mathématicien, il se rend à Saint-Pétersbourg et à Vienne, ainsi qu'à Salzbourg et à Augsbourg. De novembre 1733 à 1741, il enseigne les mathématiques à l'université de Salzbourg. En 1736, il est nommé architecte de la Cour de Salzbourg et chargé de la conception du château de Leopoldskron (1736-1744), terminé par Fischbach. En 1742, il se rend en Russie, où un de ses frères était feldmarschall, et enseigne les mathématiques à l'université de Saint-Pétersbourg, mais sa santé fragile supporte difficilement le climat. Aussi, un an plus tard, il est de retour en Allemagne et il est nommé le 25 septembre abbé de l'abbaye des Écossais d'Erfurt.
Il est appelé à se soigner à Ferrare en 1755, mais il y meurt à l'âge de 49 ans, alors qu'il s'apprêtait à gagner Rome.